# Evangelische Kirche Babstadt

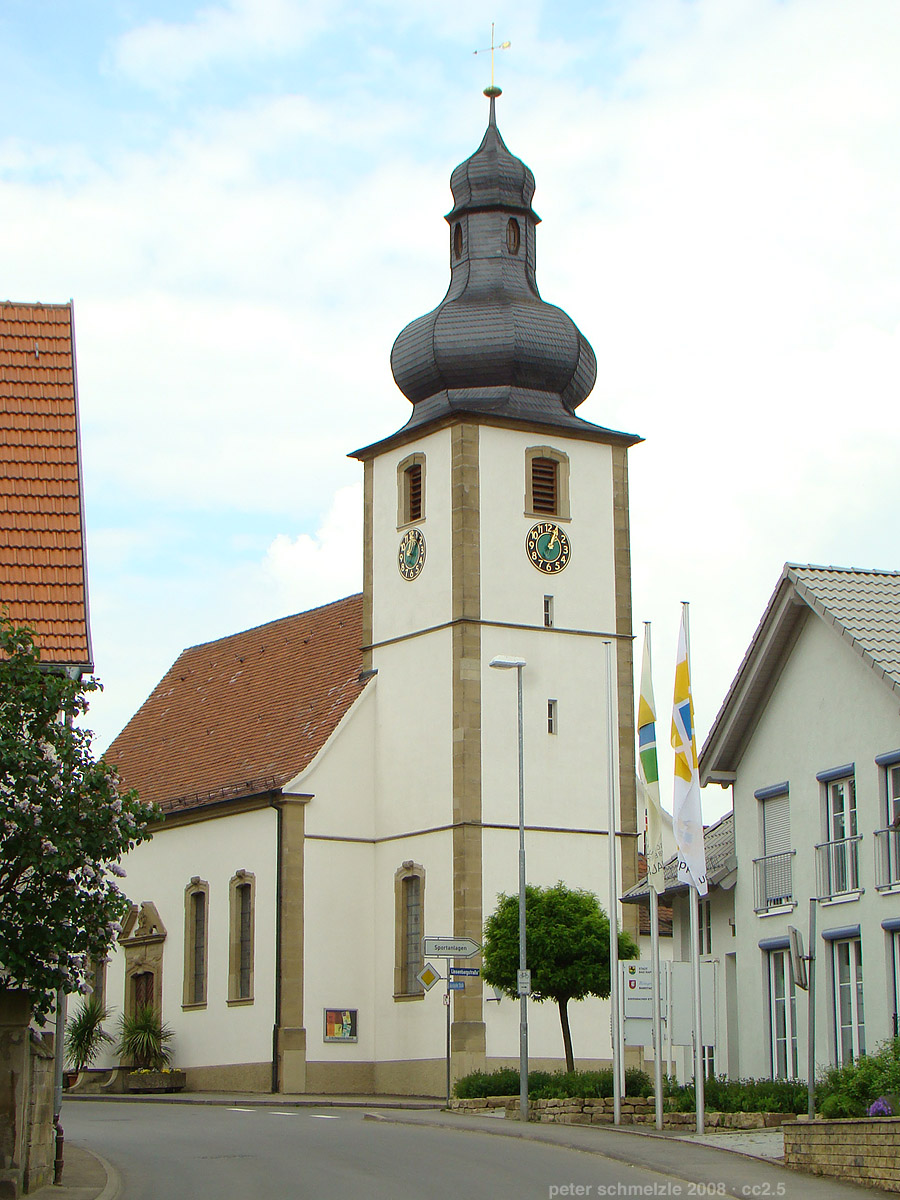
Evangelische Kirche in Babstadt

Die Evangelische Kirche in Babstadt, einem Stadtteil von Bad Rappenau im Landkreis Heilbronn im nördlichen Baden-Württemberg, geht auf eine im späten 15. Jahrhundert erwähnte Kapelle zurück, die im 18. Jahrhundert erst zur Kirche ausgebaut und dann barockisiert wurde und 1908/09 zu ihrer heutigen Gestalt umgebaut wurde.

## Geschichte
1496 wurde in Babstadt eine Ulrichskapelle erwähnt, die eine Filialkapelle der Kirche in Obergimpern war. Der Reiteroberst Adolf von Kimming, der den Ort 1711 erworben hatte, ließ dort ab 1712 das Herrenhaus mit Nebengebäuden erneuern und die in der Nachbarschaft des Herrensitz gelegene Kapelle zur Kirche ausbauen. Nachdem die Freiherren von Gemmingen Babstadt ab 1732 besaßen, ließ Friedrich von Gemmingen (1691–1738) die Kirche 1738 im Stil des Barock umbauen. 1908/09 wurde die baufällig gewordene Kirche umfangreich renoviert, wodurch sie ihr heutiges Äußeres erhielt.

## Glocken
Über frühe Glocken der Kirche in Babstadt gibt es nur fragmentarische Hinweise. Eine große, 1778 gegossene Bronzeglocke zersprang 1842 und wurde danach bei der Glockengießerei Bachert in Dallau umgegossen. Außerdem gab es noch eine kleinere Concordia-Glocke, die 1831 ebenfalls bei Bachert in Dallau gegossen worden war. Anlässlich der Kirchenrenovierung von 1908/09 stiftete Freiherr Fritz von Gemmingen-Hornberg der Gemeinde drei neue Bronzeglocken. Diese wurden bei Johann Heinrich Kurtz in Stuttgart gegossen, hatten die Schlagtöne gis‘, h‘ und dis‘‘, Durchmesser von 62 bis 94 cm und Gewichte von etwa 150 bis 520 kg. Die Glocken trugen Inschriften sowie das Wappen der Freiherren von Gemmingen-Hornberg. Die beiden kleineren Glocken mussten 1917 zu Rüstungszwecken abgeliefert werden. 1925 stifteten die Witwe und der Sohn von Fritz von Gemmingen sowie die Freiherren Ernst, Karl und Ferdinand von Gemmingen Ersatzglocken, die nach den erhaltenen Mustern der abgelieferten Glocken ebenfalls bei Kurtz in Stuttgart gegossen wurden. Im Zweiten Weltkrieg mussten 1942 die beiden größten der vorhandenen Glocken abgeliefert werden, so dass zunächst nur noch die kleine Glocke von 1925 verblieb. Sie hat den Schlagton es‘‘, einen Durchmesser von 61,5 cm und ein Gewicht von 140 kg. Ihre Inschrift lautet: JAUCHZET GOTT MIT FRÖHLICHEM SCHALL. GESTIFTET VON DEN FREIHERREN ERNST, CARL UND FERDINAND VON GEMMINGEN, sie trägt die Gießermarke von Heinrich Kurtz von 1925, ein Fratzenfries und das Gemmingen'sche Wappen. 1951 erweiterte die Gemeinde das Geläut um eine bei Bachert in Kochendorf (Bad Friedrichshall) gegossene Bronzeglocke mit dem Schlagton c‘‘, einem Durchmesser von 80,5 cm und einem Gewicht von 313 kg. 1955 folgte zur Vervollständigung des Dreigeläuts eine weitere Glocke von Bachert in Kochendorf mit dem Schlagton b‘, einem Durchmesser von 91 cm und einem Gewicht von 462 kg. Seit 1970 wird das Geläut elektrisch betrieben.